# Przymiotno alpejskie

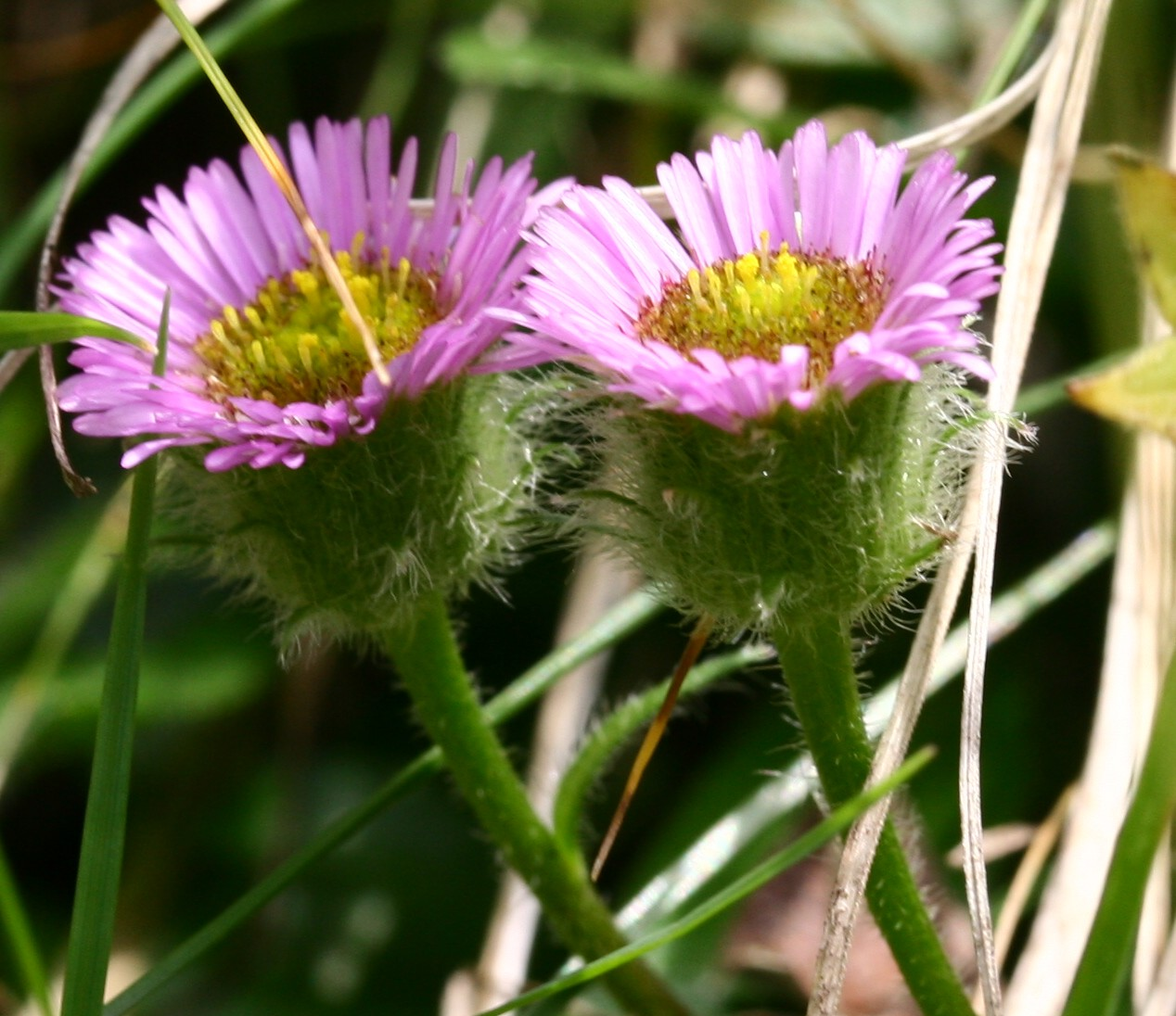
Kwiatostany

Przymiotno alpejskie (Erigeron alpinus L.) – gatunek roślin z do rodziny astrowatych.

## Zasięg występowania
Występuje w górach Europy (Alpy, Apeniny, Pireneje, Karpaty, góry Półwyspu Bałkańskiego), górach Kenii i Etiopii oraz na Kaukazie. W Polsce występuje tylko w Tatrach i jest bardzo rzadki. Znaleziony tutaj został dopiero w 1969. W polskich Tatrach podawany był z dwóch tylko stanowisk: Wyżnie w Dolinie Małej Łąki oraz pod Rzędami Tomanowymi na wysokości 1520–1700 m n.p.m. Na pierwszym z tych stanowisk po 2000 nie został odnaleziony. Poza tymi stanowiskami w Tatrach występuje jeszcze tylko w słowackich Tatrach Bielskich.

## Morfologia
ŁodygaProsto lub łukowato wzniesiona, pojedyncza lub rozgałęziona, o wysokości od kilku do 40 cm, rzadko do 45 cm. Jest zielona i szorstko owłosiona wielokomórkowymi włoskami różnej długości.
LiścieZebrane w rozety przyziemne (u nasady łodygi zwykle jest ich kilka płonnych) i łodygowe. Dolne liście są eliptyczne, jajowatolanetowate lub odwrotnie jajowate, o długości do 14 cm i szerokości do 1,7 cm. Osadzone na krótkim, oskrzydlonym ogonku. Na szczycie ostre lub zaokrąglone, całobrzegie. Liście środkowe i górne występują w zmiennej liczbie (od kilku do kilkunastu) i wraz z wysokością są coraz mniejsze. Najwyższe są siedzące. Wszystkie liście owłosione obustronnie.
KwiatyZebrane w jeden lub zazwyczaj kilka koszyczków o średnicy 1,5–2,5 cm. Okrywa do 1 cm długości. Jej listki są wąskie, ostre i przylegające, zwykle gęsto owłosione.  Kwiaty dwojakiego rodzaju; wewnętrzne kwiaty w koszyczku to obupłciowe i żeńskie kwiaty rurkowate, brzeżne to żeńskie kwiaty języczkowe. Wewnątrz koszyczka kwiaty rurkowe żółte lub czerwone na szczytach. Zewnętrzne brzeżne kwiaty języczkowe różowe lub purpurowe. We wszystkich kwiatach puch kielichowy w jednym szeregu.
OwocNiełupka o długości 2,5-3 mm z  puchem kielichowym o długości 3-5 mm.

## Biologia i ekologia
Bylina, hemikryptofit. Kwitnie od lipca do sierpnia. Rośnie głównie na podłożu wapiennym, poza tym na piaskowcach, w murawach naskalnych. Liczba chromosomów 2n = 18 Ga 1, 2, 3, 4, 5, 6.
Gatunek zróżnicowany na trzy podgatunki:
- Erigeron alpinus subsp. alpinus – podgatunek nominatywny
- Erigeron alpinus subsp. intermedius (Rchb.) Pawł. – występuje m.in. w Polsce
- Erigeron alpinus subsp. rhodopaeus (Vierh.) Kožuharov & N.Andreev

## Zagrożenia
- Według klasyfikacji IUCN z 2001 jest gatunkiem krytycznie zagrożonym (kategoria CR)[7]
- Kategoria zagrożenia w Polsce według Polskiej czerwonej księgi roślin[11]: krytycznie zagrożony CR (critical)
- Kategoria zagrożenia w Polsce według Czerwonej listy roślin i grzybów Polski (2006): R (rzadki – potencjalnie zagrożony); 2016: CR (krytycznie zagrożony)[12]

Gatunek nie ma statusu gatunku prawnie chronionego – w Polsce występuje wyłącznie na obszarze Tatrzańskiego Parku Narodowego, gdzie i tak podlega ochronie. Występuje jednak w ilości tylko około 10 kwitnących okazów, jest więc krytycznie zagrożony. W Dolinie Małej Łąki przyczyną wyginięcia najprawdopodobniej było zarośnięcie jego stanowiska przez wysokie trawy oraz dziurawiec. Być może jednak występuje jeszcze w miejscach niezbadanych, trudno dostępnych.